# Designpreis der Deutschen Demokratischen Republik
Der Designpreis der Deutschen Demokratischen Republik war eine staatliche Auszeichnung der DDR, die an Personen und Arbeitsgruppen für hervorragende Leistungen im Industriedesign vergeben wurde. Die Auszeichnung wurde 1978 durch den Staatsrat der DDR gestiftet und von 1979 bis 1989 jährlich durch das Amt für industrielle Formgestaltung (AiF) vergeben. Neben dem Designpreis als Würdigung des Lebenswerks etablierter Designer („Formgestalter“) existierte ein Förderpreis für Gestalter im Alter von bis zu 30 Jahren. Hervorragend gestaltete Industrieprodukte wurden mit dem Preis GUTES DESIGN ausgezeichnet.

## Geschichte
Der Designpreis der Deutschen Demokratischen Republik richtete sich an „Einzelpersonen und Kollektive“, die hervorragende Leistungen im Industriedesign erbracht hatten. Die Auszeichnung wurde 1978 durch den Staatsrat der DDR gestiftet und von 1979 bis 1989 jährlich durch das Amt für industrielle Formgestaltung (AiF) vergeben, praktisch durch deren Leiter Martin Kelm.
Voraussetzung zum Erhalt des Preises waren hervorragende Leistungen, die einen wesentlichen Beitrag zur besseren Befriedigung der materiellen und kulturellen Bedürfnisse der Bevölkerung und zur Steigerung der volkswirtschaftlichen Produktivität auf den Gebieten der Gestaltung von Industrieerzeugnissen oder komplexer Umweltbereiche oder der Förderung und Durchsetzung gestalterischer Aufgaben für die DDR vollbracht wurden. Der Designpreis konnte dabei sowohl an Einzelpersonen wie auch Kollektive bis zu sechs Personen verliehen werden, wobei bei einer Auszeichnung bis zu sechs Kollektivmitglieder jedes dieser Mitglieder eine Medaille erhielt. Die Verleihung des Preises erfolgte einmal jährlich rund um den Tag der Republik am 7. Oktober, meist bei einer Feier im Palast der Republik. 
Für die Förderung junger Gestalter (maximal 30 Jahre) wurde der Designförderpreis der DDR verliehen.

## Dotierung und Medaille
Die Prämie zum Preis betrug für Einzelpersonen 5000 Mark der DDR und bei Kollektiven bis zu 20.000 DDR-Mark.
Das gemeinsame Signet von Designpreis, Design-Förderpreis und der Produktauszeichnung GUTES DESIGN entwarf Dietrich Otte nach dem Objekt „Verklammerte Kreisscheiben“ von Hermann Glöckner.
Die große Medaille des Designpreises wurde in Silber geprägt. Sie hat einen Durchmesser von 80 mm und wiegt 95 g. Auf der Vorderseite befindet sich das Signet, darüber die Aufschrift „DESIGNPREIS“ und darunter „der DDR“. Auf der Rückseite der Medaille ist das Staatswappen der DDR geprägt. Der Design-Förderpreis wurden in braunem Meißner Böttger-Steinzeug ausgeführt. Auf der Vorderseite befindet sich das Signet, darüber die Aufschrift „DESIGN-“ und darunter „FÖRDERPREIS“.

## Preisträger
- 1979: Rudi Högner (Professor em.), Horst Michel (Professor em.), Horst Heyder (Leiter des Entwurfsbüros Waldheim der Möbelindustrie), Kollektiv aus dem Leitbetrieb Weimar-Werk des VEB Kombinat Fortschritt Landmaschinen, Kollektiv für Entwicklung aus dem VEB Kombinat Feinkeramik Kahla, Kollektiv aus der Textil- und Bekleidungsindustrie, Kollektiv der Hochschule für industrielle Formgestaltung Halle, Burg Giebichenstein (Horst Oehlke und Karl-Joachim Heinemann)[5]
- 1980: Erich Pansold (Leiter des Entwurfsateliers im VEB Plauener Spitze), Friedrich Bundtzen (Künstlerischer Leiter im VEB Kombinat Lausitzer Glas), Paul Jung (Rektor der Hochschule für industrielle Formgestaltung Halle, Burg Giebichenstein), Kollektiv des VE Handelsbetriebs Exquisit, Kollektiv der Schuh- und Lederwarenindustrie[6]
- 1981: Erwin Andrä (Rektor der Hochschule für industrielle Formgestaltung Halle, Burg Giebichenstein), Kollektiv des Amtes für industrielle Formgestaltung, Berlin (Horst Giese, Jürgen Peters, Günter Reißmann), Kollektiv des VEB Textilwerke „Palla“ Glauchau, Kollektiv des VEB VERO Olbernhau (u. a. Helmut Flade, Direktor Forschung und Entwicklung)[7]
- 1982: Gerd Böhnisch (Chefgestalter im VEB Carl Zeiss Jena), Helene Haeusler (Spielzeuggestalterin), Joachim Skerl (Direktor der Fachschule für angewandte Kunst Heiligendamm), Peter Beyer (Chefgestalter bei NARVA), Kollektiv des VEB Kombinat Trikotagen[8]
- 1983:  Erich Müller (Gestalter von Keramik und Glas, zusammen mit Margarete Jahny – Müller & Jahny), Margarete Jahny (Gestalterin von Keramik und Glas, zusammen mit Erich Müller – Müller & Jahny), Claus Krüger (Gestalter von Medizintechnik), Alfred Hückler (Rektor der Kunsthochschule Berlin)[9]
- 1984: Christa Petroff-Bohne (Dozentin an der Kunsthochschule Berlin), Eberhard Petzold (Textilgestalter im VEB Möbelstoff- und Plüschwerke Hohenstein-Ernstthal), Wolfgang Schneider (Formgestalter bei Robotron), Clauss Dietel und Lutz Rudolph (Bürogemeinschaft freiberuflicher Formgestalter), Kollektiv des VEB Kombinat Baumwolle, Karl-Marx-Stadt[10], Gerd Böhnisch
- 1985: Selman Selmanagić (Möbelgestalter und Architekt, Professor an der Kunsthochschule Berlin), Jochen Ziska (Formgestalter, Professor an der Hochschule für industrielle Formgestaltung Halle, Burg Giebichenstein), Kollektiv des Modeinstituts der DDR, Kollektiv des VEB Schwermaschinenbau-Kombinat „Ernst Thälmann“ (Magdeburg), Kollektiv des VEB Werkzeugmaschinenkombinat „7. Oktober“ (Berlin)[11], Gerd Böhnisch
- 1986: Erich Schubert (Möbelgestalter und Dozent an der Hochschule für industrielle Formgestaltung Halle, Burg Giebichenstein), Holger Gehrmann (Leiter des Ateliers Gotha im VEB Designprojekt Dresden), Kollektiv aus dem des VEB Kombinat baukema (Leipzig), Modegestalter-Kollektiv aus dem VEB Exquisit, Kollektiv für Gestaltung des VEB Kombinat Robotron[12]
- 1987: Dietmar Palloks (Formgestalter und Dozent an der Kunsthochschule Berlin), Bernd Stegmann (Leiter der Designgruppe im VEB Uhrenwerke Ruhla), Joachim Nebelung (Direktor im VEB Deutsche Werkstätten Hellerau), Kollektiv aus dem VEB Plasticart (Annaberg-Buchholz), Kollektiv aus dem VEB Kombinat Umformtechnik „Herbert Warnke“ (Erfurt)[13]
- 1988: Karl-Heinz Burmeister (Beauftragter des AiF für das Bauhaus Dessau), Gunter Schober (Chefgestalter im VEB Kombinat Fortschritt Landmaschinen), Kollektiv aus dem VEB Schwermaschinenbaukombinat TAKRAF (Leipzig), Kollektiv aus dem VEB Textilkombinat Cottbus, Kollektiv aus der Hochschule für industrielle Formgestaltung Halle, Burg Giebichenstein (Winfried Baumberger, Armin Graßl und Georg Böttcher)[14]